# リバネス
株式会社リバネス (英: Leave a Nest Co., Ltd.) は、東京都新宿区に本社に置く日本の企業。小中高校生向けの実験教室や出前授業などの教育サービス、人材教育商品開発など、科学全般に立脚した各種事業を手がけている。

## 概要
2002年、代表の丸幸弘が修士2年生の時に設立。当時メディアを賑わせた「理科離れ」に対処するために理系学生15名で設立された。理系修士号・博士号取得者のみで運営されている。
小中高校生への理科教育を中心に、理系のバックグラウンドを活かした情報発信、研究受託サービス、飲食店、植物工場設置導入、アジア展開コーディネートなどを手がける。企業理念は「科学技術の発展と地球貢献を実現する」。

## 沿革
| 年   | 月 | 事柄 |
| ---- | -- | --- |
| 2001 | 12 | 創業、教育事業を開始 |
| 2002 | 6  | 有限会社リバネス設立（資本金3,600千円）研究開発事業・バイオ実験キット開発事業を開始                                        |
| 2003 | 4  | 経済産業省バイオ人材育成システム開発事業受託                                                                               |
| 2004 | 4  | 資本金を10,000千円へ増資                                                                                                   |
| 2004 | 7  | 株式会社へ組織変更 |
| 2005 | 1  | 有料職業紹介事業認可（許可番号：13-ユ-300411）                                                                             |
| 2005 | 3  | 資本金を11,500千円へ増資                                                                                                   |
| 2005 | 4  | 資本金を18,000千円へ増資                                                                                                   |
| 2006 | 4  | 一般労働者派遣事業認可（許可番号：般13-301587）                                                                            |
| 2007 | 1  | 米国に100％子会社Leavanest America.Inc.を設立、米国にて教育事業を開始                                                      |
| 2009 | 1  | 資本金を30,000千円に増資                                                                                                   |
| 2010 | 3  | 資本金を46,000千円に増資                                                                                                   |
| 2010 | 12 | シンガポールに80％子会社Leave a Nest Singapore,Private Ltd.を設立                                                          |
| 2011 | 8  | 米国に80％子会社Leave a Nest America,Inc.を設立                                                                            |
| 2012 | 4  | 資本金を60,000千円に増資                                                                                                   |
| 2013 | 10 | マレーシアにLeave a Nest Malaysia Sdn. Bhd.を設立                                                                          |
| 2013 | 10 | 『リバネス知識創業研究センター』を設立                                                                                     |
| 2013 | 12 | シードアクセラレーションプログラム「TECH PLANTER」開始                                                                     |
| 2014 | 2  | 『世界を変えるビジネスは、たった一人の「熱」から生まれる。』日本実業出版社より出版                                         |
| 2014 | 3  | リバネスグループ琉球食鶏にて沖縄地鶏ブランド「福幸地鶏」を開発                                                             |
| 2014 | 6  | 研究者・技術者が課題解決に挑むクラウドソーシング「ResQue」オープン                                                         |
| 2014 | 6  | TECHPLANTER in SINGAPOREを開始                                                                                             |
| 2014 | 9  | 教員向け助成金「リバネス教育応援助成金」開始                                                                               |
| 2014 | 10 | 墨田区の浜野製作所と提携、ものづくり企業のインキュベーションプラットフォーム構築                                           |
| 2014 | 12 | 学校教員向けSNS「SENSEI NOTE」を運営するLOUPEと提携                                                                        |
| 2015 | 1  | 平成26年度新宿区優良企業表彰 経営大賞(新宿区長賞)を受賞                                                                    |
| 2015 | 3  | 日本人高校生向けシンガポール・グローバルリーダー研修を実施                                                                 |
| 2015 | 3  | 第1回リアルテックベンチャー・オブ・ザ・イヤー開催                                                                          |
| 2015 | 4  | ユーグレナ・SMBC日興証券と「リアルテックファンド」設立                                                                     |
| 2015 | 4  | 『リバネス投資育成研究センター』を設立                                                                                     |
| 2015 | 6  | 農業×ICT×流通のベンチャー企業「ファームシップ」と業務提携                                                                  |
| 2015 | 6  | TECHPLANTER in MALAYSIAを開始                                                                                              |
| 2015 | 7  | 第29回人間力大賞グランプリ、東京商工会議所奨励賞、日本放送協会会長奨励賞を受賞                                             |
| 2015 | 9  | 『リバネス研究キャリアの相談所』設立                                                                                       |
| 2015 | 10 | Kuala Lumpur Engineering Science Fair 2015にて科学実験教室を開催                                                           |
| 2015 | 11 | 極限環境生物学会にて最年少小学生ポスター賞受賞者を輩出                                                                     |
| 2015 | 11 | 企業と大学などの研究者によるオープンイノベーションを更に促進するためのWebソリューション「L-RAD」立ち上げ                   |
| 2015 | 11 | 一般社団法人日本能率協会が実施する表彰制度「KAIKA Awards 2015」にて初代大賞を受賞                                          |
| 2015 | 12 | サイエンスキャッスル研究費の立ち上げ                                                                                       |
| 2015 | 12 | 腸内細菌ボードゲーム「バクテロイゴ」発売                                                                                   |
| 2016 | 2  | 熊本県・(株)肥後銀行・国立大学法人熊本大学・(一社)熊本県工業連合会と「次世代ベンチャーの発掘・育成に向けた連携協定」を締結 |
| 2016 | 3  | TECHPLANTER in Silicon Valleyを開始                                                                                        |
| 2016 | 4  | 『リバネスヒューマノーム研究所』を設立                                                                                     |
| 2016 | 5  | 墨田区に『リバネスアグリガレージ研究所』を設立                                                                             |

## リサーチア
リサーチア(ResearCheer)はリバネスが提供する研究者向けサービスの総称。運営は人材開発事業部。
提供しているサービスには
- リバネス研究費[10]
- 超異分野学会

などがある。

### リバネス研究費
民間グラント(研究助成・助成金) の一種。若手研究者向け(40歳以下)のグラントである。リバネス独自および企業協賛のもとで募集が行われている。(c.f. 過去の研究費一覧, 採択案一覧)